# Red Rose Speedway
Red Rose Speedway (укр. Автострада «Червона троянда») — четвертий студійний альбом Пола Маккартні і другий альбом гурту Wings 1973 року (офіційно виданий на ім'я «Пол Маккартні й Вінгз» (англ. Paul McCartney & Wings), — таке рішення було прийнято після слабкого комерційного успіху попереднього альбому Wild Life, виданого на ім'я нікому не відомого тоді гурту Wings).
Зайняв 5-те місце в хіт-параді Великої Британії і перше у США.

## Список композицій
Усі пісні написано Полом і Ліндою Маккартні.
1. Big Barn Bed — 3:50
2. My Love — 4:08
3. Get on the Right Thing — 4:16
4. One More Kiss — 2:29
5. Little Lamb Dragonfly — 6:20
6. Single Pigeon — 1:53
7. When the Night — 3:37
8. Loup (1st Indian on the Moon) — 4:23 (інструментал)
9. Попурі — 11:16
  1. Hold Me Tight
  2. Lazy Dynamite
  3. Hands of Love
  4. Power Cut

## Учасники запису
- Пол Маккартні  — вокал, фортепіано, бас-гітара, гітара, мелотрон, електрофортепіано
- Лінда Маккартні  — вокал, електрофортепіано, орган, клавесин, перкусія
- Денні Лейн — вокал, гітара, бас, гармоніка
- Генрі Маккаллок — гітара, вокал, перкусія
- Денні Сайвелл — ударні, вокал, перкусія
- Алан Парсонс —  звукоінженер

### Запрошені учасники
- Х'ю Маккракен — гітара
- Девід Спінозза — гітара

## сингли
- My Love / The Mess (Live at the Hague), випущено 23 березня 1973, №9 у хіт-параді Великій Британії, №1 у хіт-параді США U.S. Billboard Hot 100 (перший сингл №1 Пола Маккартні й Вінгз, і другий особисто для Пола Маккартні, після Uncle Albert/Admiral Halsey (1971).